# Valea Cucului, Prahova
Valea Cucului (mai vechi, Jercălău) este un sat în comuna Iordăcheanu din județul Prahova, Muntenia, România.
Cadrul geografic. Sat amplasat în nordul comunei Iordăcheanu, în Vestul Luncii Cricovului .
Denumirea localității e formată din termenul care arată caracteristica terenului “vale”+un substantiv masc. în genitiv, singular, ca și în cazul toponimului: Hotarul Cucului. 
Numele de Valea Cucului vine de la relieful care îl are.

## Istoric
Chiar în vatra satului a fost depistată o așezare dacoromanică din sec. IV-V p.H.
Așezarea este atestată documentar în 1814.
Dar prima atestare documentară, cunoscută nouă, este foarte târzie, satul fiind amintit pentru prima oară în DTSR (1872), când e menționat ca fiind sat component al comunei Vărbila.
Marele Dicționar Geografic al Romîniei de la sfârșitul secolului al XIX-lea îl menționează ca făcând parte din comuna rurală Hârsa, a plășii Podgoria, când avea 490 de locuitori și o biserică fără inscripție, pe care tradiția susține că ar fi fost ridicată pe la 1570.
În perioada interbelică, se află tot în com. Hârsa, dar făcea parte din plasa Cricov. 
Prin HCM 1116/1968 devine sat component al comunei Iordăcheanu, situație în care se află și în prezent.